# 長野県道347号村山綿内停車場線
長野県道347号村山綿内停車場線（ながのけんどう347ごう むらやまわたうちていしゃじょうせん）は、長野県須坂市の国道406号・長野県道343号村山小布施停車場線交点と長野市若穂綿内の旧長野電鉄屋代線綿内駅を結ぶ一般県道。

## 概要
須坂市西端の村山町と長野市若穂地区との間の千曲川東岸を走る路線で、須坂市福島では堤防上を、長野市若穂綿内では堤防脇を進む。
その立地から多くの区間が1.5車線幅の狭い道路だが、長野市〜須坂市を結ぶ2つの橋（国道406号 村山橋・長野県道58号長野須坂インター線 屋島橋）の間を南北に短絡しているうえ、本路線と長野県道343号村山小布施停車場線と併せると、須坂市街地に入り込む国道403号に対する抜け道としての機能も果たすことから、交通量は比較的多い。なお、令和元年東日本台風災害をきっかけとした「信濃川水系（千曲川）緊急治水対策プロジェクト」の一環で千曲川の堤防強化が進められており、これに伴って堤防上区間も順次2車線への拡幅が進んでいる。
須坂市福島以南は旧北国街道松代道に相当し、途中福島宿の旧家の町並みを抜ける。この区間は、大型車の通行も多いことから渋滞緩和・騒音低減を望む声が40年にわたり地元から須坂市などに寄せられていたところ、近隣に整備が進められているイオンモール須坂（仮称）を中心としたインター須坂流通産業団地のアクセス道路として須坂市道福島東畑七配線（L=1324.6m、W=11.5-24.5m）が2024年（令和6年）4月26日に開通し、福島地区における本路線のバイパスとしての機能も果たすこととなった。この市道は福島排水機場付近（堤防上）で本路線に接続し、インター須坂流通産業団地内を抜けて長野県道58号長野須坂インター線交点に至る。なお、接続部では本路線（北側）〜この市道が本線となっており、本路線を村山方面から直進してくるとこの市道に誘導される。
終点の綿内地区では、地区中心部を縦貫する国道403号について綿内バイパスの建設が構想されており、平成初期に旧綿内駅東側に長野県住宅供給公社が分譲した綿内中央団地内に第1期区間として400mほどが開通しているが、この区間も現状本路線に指定されている。なお、この新道と、現道およびその他の県道・国道との接続はない。

### 路線データ
- 起点：須坂市大字村山（村山町交差点＝国道406号・長野県道343号村山小布施停車場線交点）
- 終点：長野市若穂綿内（旧長野電鉄屋代線綿内駅）
- 延長：2.1km

### 主要構造物
- 新百々川橋（しんどどがわばし＝須坂市村山 - 福島）
  - 全長 - 53.8m
  - 幅員 - 7.5m（車道1.5車線・歩道無し）

百々川（大正後期から昭和初期にかけての流路変更[6]で生まれた「新百々川」）に架かる橋梁。なお、近隣の国道406号（高梨町西交差点西方）には「旧百々川橋」があるが、こちらは前述の流路変更前の「旧百々川」に架かる橋梁であって、橋梁自体が新旧関係にあるわけではない。

## 重複区間
- 長野県道377号牛島綿内停車場線（綿内駅入口交差点 - 綿内駅）
- 長野県道378号小出綿内停車場線（綿内駅入口交差点 - 綿内駅）

## 交差する道路
↑ 長野県道343号村山小布施停車場線
- 村山町交差点（須坂市村山＝起点）
  - 国道406号（大笹街道）
- 屋島橋東詰の立体交差（須坂市福島）
  - 長野県道58号長野須坂インター線
- 綿内駅入口交差点（長野市若穂綿内）
  - 国道403号（谷街道）

## 沿道
- 長野電鉄長野線 村山駅
- 北国街道（松代道） 布野渡
- 北国街道（松代道） 福島宿
- 長野電鉄屋代線 綿内駅跡